# 우리방송

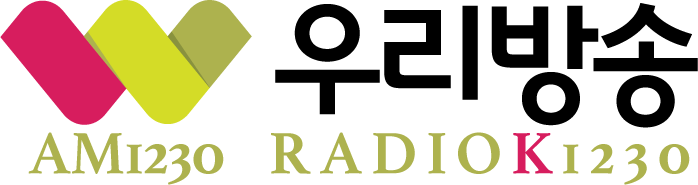

우리방송은 미국 로스앤젤레스 대도시권을 권역으로 하는 한국어 라디오 방송국이다. 호출부호는 KYPA, 주파수는 1230 kHz이다. 영문 명칭은 Radio K 1230이다. 방송국 본사는 로스앤젤레스에 있는 미주중앙일보 빌딩 3층에 위치해 있다.
개국과정에서 미주중앙방송과 제휴 관계가 있으며 뉴스 등의 보도 내용을 교류하고 있다. 2012년 6월 19일에는 극동방송과 방송송출 MOU 협약을 맺어 2012년 7월 2일부터 기독교 복음 방송으로 극동방송 프로그램을 보내고 있다.

## 역사
우리방송은 2011년 11월 1일에 방송을 시작하였다. 우리방송의 전신은 2007년 7월에 미주중앙일보에서 설립한 JBC 중앙방송이었다. 그러나 중앙방송은 경영 악화로 2011년 2월 방송을 중단하였다.
이후 8월 전직 라디오코리아 광고국 출신 Y모 간부를 중심으로 한 채널사용권 인수설과 함께 EB 홈마트 김홍수 대표 등의 한인 라디오 방송국 설립설이 등장하였다.
1230 주파수 소유자인 아더 루 대표가 JBC 중앙방송 리스권과 관련 최소 월 9만달러의 페널티를 요구하였는데, Y모 간부 등과 김홍수 대표 간의 경쟁끝에 김홍수 대표를 비롯한 신규 투자 그룹이 중앙일보 고계홍 LA 사장과 협상하면서 '9만 달러+알파'선에서 합의점을 도출하였다.
이렇게 JBC 중앙방송을 대체할 신규 한인 라디오 방송 개국이 확정되었으며, 명칭은 '한인우리방송'으로 지어졌고, 신임 초대사장으로 32년 방송 경력의 방송인 진웅 사장을 영입하였다. 이후 11월 1일에 정규 방송을 시작함으로써 KMPC(라디오코리아), KFOX(라디오서울)과의 경쟁체제가 설립되었다. 여담으로 애너하임의 KGBN도 한인 라디오 방송의 일원이다.

## 주파수
- 콜사인 : KYPA, 주파수 : 1230 AM, 안테나 출력 : 1000W[3]

## 참고 문헌
- “한인우리방송(AM1230) 출범의 저변”. 2011년 10월 7일. 2016년 6월 2일에 확인함.